# Uniunea Federală a Naționalităților Europene
Uniunea Federală a Naționalităților Europene sau (în engleză Federal Union of European Nationalities (FUEN) este o organizație neguvernamentală internațională înființată în 1949 în colaborare cu Consiliul Europei. În 2019, existau 103 organizații membre reprezentând minorități etnice, lingvistice și naționale din Europa. FUEN a avut un rol esențial în încurajarea Consiliului Europei să adopte Carta Europeană a Limbilor Regionale sau Minoritare și Convenția-cadru pentru Protecția Minorităților Naționale⁠(en)[traduceți]. FUEN a fost organizat pentru a da expresie culturilor și limbilor europene care nu posedă formă de stat-națiune. Unul din șapte europeni este membru al unor astfel de minorități și cincizeci și trei de limbi sunt vorbite în Europa de astfel de minorități.
Predecesorul său a fost Congresul European al Națiunilor de dinainte de război (în germană Europäischer Nationalitätenkongress) fondată de Ewald Ammende. Congresul a publicat o revistă Nation und Staat (1927–1944).
Publică revista bilunară Europa etnică, și organizează turneul de fotbal Europeada. Are sediul în Flensburg, Germania.
Președintele său este Lóránt Vincze, maghiar din România și europarlamentar.